# Unanimismo
L'unanimismo è stata una corrente sociale-letteraria promossa in Francia a inizio '900 al margine del gruppo dell'Abbazia di Créteil, falansterio animato fra gli altri da René Arcos, Georges Duhamel, Charles Vildrac e al quale per brevissimo tempo fu vicino anche Jules Romains. Quest'ultimo ne è il primo esponente ed iniziatore: il significato di questa corrente letteraria sta tutto nel "senso unanime", che unisce l'uomo (e dunque il poeta in ambito letterario) con tutti i propri simili, guidati da uno spirito collettivo.
Il nome deriva dal titolo della raccolta poetica di Jules Romains intitolata La vie unanime, del 1908, e vi si possono rintracciare echi della volontà di ricerca degli aderenti al gruppo dell' "Abbaye": quella di raggiungere la sintesi arte-vita iniziatrice, col quotidiano lavoro manuale che accompagna l'invenzione poetica di questi giovani, l'accordo dei particolari sentimenti individuali con l'"anima di popolo" nei semplici, superando radicalmente la tradizione intellettualistica della cultura francese posteriore a Rabelais (elevato a ispiratore e nume tutelare dell'Abbazia stessa): ma sarebbe improprio, se pure talora in sede critica è stato fatto, far convergere questa disposizione degli aderenti al gruppo dell'Abbazia con una tendenza alla coscienza collettiva secondo la definizione sociologica datane da Émile Durkheim, tendenza la quale invece finì col prevalere, a quanto pare, nell'Unanimismo.
È vero che tutto ciò, agli inizi del XX secolo, era in netta opposizione al soggettivismo pseudo-aristocratico, presente, dalla fine dell''800 in Francia, nell'estetismo decadente delle opere di Péladan, di Huysmans e dei seguaci minori dei primi Simbolisti.